# 地方共同法人
地方共同法人（ちほうきょうどうほうじん）とは、日本において、特殊法人等整理合理化計画（平成13年12月19日閣議決定）に基づき、「地方公共団体の共通の利益となる事業等、その性格上地方公共団体が主体的に担うべき事業であって、国の政策実施機関に実施させるまでの必要性が認められないものの実施主体」として、民商法又は特別法によって設立される法人のことをいう。なお特殊法人等整理合理化計画において民商法によって設立とは、当時民法に設立根拠のあった財団法人及び社団法人、商法に設立根拠のあった会社を意味しているが、実際の地方共同法人は、すべて特別法に基づいている。
多くの地方共同法人は、国の出資により特別法の制定によって設立される特殊法人のうち、民営化になじまず、地方公共団体等の共同の利益となる事業を運営し、かつ国が事業の主体となる必要性の低い特殊法人の後継法人として設立されている。特殊法人との相違点として、出資主体は地方公共団体の共同出資のみであること、国の関与の縮小及び廃止によって経営の自立化や自主性を獲得していること、機関の強化により議決・経営機能の強化が図られていることなどが挙げられる。なお「地方共同法人法」のような通則法は制定されていないので、国の関与の残存状態などは個別に異なる。また「地方共同法人」の名称は、特殊法人等整理合理化計画のなかで「地方共同法人（仮称）」としてもちいているが、法令上では使用されていない。総務省はHPにおいて総務省が所管する独立行政法人、特殊法人、特別の法律により設立される民間法人等の一覧では、「地方公共団体が主体となって業務運営を行う法人」と呼んでいる。
また、2021年9月1日のデジタル庁の設置に伴い、国の関与が強化され「地方公共団体情報システム機構」は、「国及び地方公共団体が共同して運営する法人」となった。この法人種別については、法案を策定したデジタル改革関連法案ワーキンググループ作業部会は、国・地方管理法人の名称を提唱している。

## 地方共同法人の一覧
- 日本下水道事業団 - 日本下水道事業団法
- 地方公務員災害補償基金 - 地方公務員災害補償法に根拠条文。
- 地方競馬全国協会 - 競馬法に根拠条文。
- 地方公共団体金融機構 - 地方公共団体金融機構法
- 地方税共同機構 - 地方税法に根拠条文。

2021年8月31日まで。9月1日以降は国の関与拡大のため該当しなくなった。
- 地方公共団体情報システム機構 - 地方公共団体情報システム機構法